# 石洞镇 (遂宁市)
石洞镇，是中华人民共和国四川省遂宁市安居区下辖的一个乡镇级行政单位。

## 行政区划
石洞镇下辖以下地区：
石富社区、老庙村、杨家坝村、文星桥村、钟家沟村、芦茅沟村、谭家坝村、双祠堂村、亭子坝村、东方寺村、牛角湾村、梓潼庙村、尖山子村、安民寨村、油房坝村、明觉寺村、浸水湾村、大水井村、楼房沟村、高滩村和草鞋垭村。